# 孫該
孫 該（そん がい、? - 261年）は、三国時代の魏の人物。字は公達。兗州任城郡の出身。

## 略歴
『文章叙録』によると20歳にして上計掾となり、郎中に召され、『魏書』の編纂に参加した。その後、転じて博士司徒右長史となり、また著作に戻ったという。
劉知幾の『史通』古今正史篇にも、魏の国史である『魏書』の編纂にも参画したと名前が残っている。
その文章や賦は三国志の編纂当時において、蘇林・韋誕・夏侯恵・杜摯らの作品と共に、多くが伝わっていたという（『三国志』「劉劭伝」）。
| スタブアイコン | サブスタブ | この項目は、まだ閲覧者の調べものの参照としては役立たない、人物に関連した書きかけの項目です。この項目を加筆・訂正などしてくださる協力者を求めています（P:人物伝/PJ:人物伝）。 |